# Neckera deppei
Neckera deppei là một loài rêu trong họ Neckeraceae. Loài này được Hornsch. ex Müll. Hal. mô tả khoa học đầu tiên năm 1850.